# Liste der Spitznamen von Fußballnationalmannschaften
Die Fußballnationalmannschaften der einzelnen Nationen sind mit ihren Eigennamen und Spitznamen bekannt. Die Auflistung gibt eine Übersicht über die bekannten Spitznamen.
| Nationalteam                                                 | Spitzname                                                               | Übersetzung oder Bemerkung                                                                             |
| ------------------------------------------------------------ | ----------------------------------------------------------------------- | --- |
| Afghanische Fußballnationalmannschaft                        | „Lions of Khorasan“                                                     | Die Löwen von Chorasan                                                                                 |
| Ägyptische Fußballnationalmannschaft                         | „Les Pharaons“                                                          | Die Pharaonen                                                                                          |
| Albanische Fußballnationalmannschaft                         | „Kuq e zinjtë“                                                          | Rot und schwarz, Anspielung auf die Landesflagge                                                       |
| Algerische Fußballnationalmannschaft                         | „Les Fennecs“                                                           | Die Fenneks                                                                                            |
| Angolanische Fußballnationalmannschaft                       | „Palancas Negras“                                                       | Die Riesen-Rappenantilopen: ein nationales Symbol Angolas                                              |
| Argentinische Fußballnationalmannschaft                      | „Albiceleste“ oder „Gauchos“                                            | Himmelblau-Weiß, Anspielung auf die Landesflagge; Gauchos, südamerikanische Viehhüter                  |
| Australische Fußballnationalmannschaft                       | „Socceroos“                                                             | Kunstwort aus Soccer (engl. Fußball) und Kangaroos (engl. Kängurus)                                    |
| Australische Fußballnationalmannschaft der Frauen            | „Matildas“                                                              | abgeleitet aus dem Lied Waltzing Matilda                                                               |
| Bahrainische Fußballnationalmannschaft                       | „Al-Ahmar“                                                              | Die Dunkelroten, Anspielung auf die Landesflagge                                                       |
| Belarussische Fußballnationalmannschaft                      | „Biełyja kryły“                                                         | Weiße Flügel                                                                                           |
| Belgische Fußballnationalmannschaft                          | „Diables Rouges“                                                        | Die roten Teufel                                                                                       |
| Belgische Fußballnationalmannschaft der Frauen               | „Red Flames“                                                            | Die roten Flammen                                                                                      |
| Beninische Fußballnationalmannschaft                         | „Les Ecureuils“                                                         | Die Eichhörnchen                                                                                       |
| Bolivianische Fußballnationalmannschaft                      | „La Verde“                                                              | Das Grün                                                                                               |
| Bosnisch-herzegowinische Fußballnationalmannschaft           | „Zmajevi“ oder „Zlatni Ljiljani“                                        | |
| Brasilianische Fußballnationalmannschaft                     | „Seleção“ oder „Os Canarinhos“                                          | Die Auswahl                                                                                            |
| Bulgarische Fußballnationalmannschaft                        | „Lawowete“                                                              | |
| Burkinische Fußballnationalmannschaft                        | „Les Etalons“                                                           | Die Hengste                                                                                            |
| Chilenische Fußballnationalmannschaft                        | „La Roja“                                                               | Die Roten                                                                                              |
| Chinesische Fußballnationalmannschaft                        | „Lóng zhī duì“ oder „Team Dragon“                                       | |
| Costa-ricanische Fußballnationalmannschaft                   | „Ticos“                                                                 | |
| Dänische Fußballnationalmannschaft                           | „Danish Dynamite“                                                       | Dänisches Dynamit                                                                                      |
| Deutsche Fußballnationalmannschaft                           | "DFB-Team"                                                              | Die Vermarktung des Spitznamens "Die Mannschaft" wurde vom DFB wieder aufgegeben.                      |
| Ecuadorianische Fußballnationalmannschaft                    | „Los Tricolores“                                                        | |
| Englische Fußballnationalmannschaft                          | „Three Lions“                                                           | Drei Löwen                                                                                             |
| Englische Fußballnationalmannschaft der Frauen               | „Three Lionesses“ oder „The Lionesses“                                  | Drei Löwinnen, die Löwinnen                                                                            |
| Estnische Fußballnationalmannschaft                          | „Sinisärgid“                                                            | Blauhemden                                                                                             |
| Färöische Fußballnationalmannschaft                          | „Landsliðið“                                                            | |
| Finnische Fußballnationalmannschaft                          | „Huuhkajat“                                                             | Uhus                                                                                                   |
| Finnische Fußballnationalmannschaft der Frauen               | „Helmarit“                                                              | Raufußkäuze                                                                                            |
| Französische Fußballnationalmannschaft                       | „Equipe Tricolore“ oder „Les Bleus“                                     | Dreifarbige Mannschaft, die Blauen                                                                     |
| Gabunische Fußballnationalmannschaft                         | „Les Panthères“                                                         | Die Panther                                                                                            |
| Gambische Fußballnationalmannschaft                          | „The Scorpions“                                                         | Die Skorpione                                                                                          |
| Ghanaische Fußballnationalmannschaft                         | „Black Stars“                                                           | Die schwarzen Sterne                                                                                   |
| Griechische Fußballnationalmannschaft                        | „To Piratiko“ oder „Galanolefki“                                        | Das Piratenschiff, Blau-Weiße                                                                          |
| Haitianische Fußballnationalmannschaft                       | „Les Grenadiers“                                                        | |
| Honduranische Fußballnationalmannschaft                      | „Los Catrachos“                                                         | |
| Indonesische Fußballnationalmannschaft                       | „Merah Putih“                                                           | |
| Irakische Fußballnationalmannschaft                          | „Usud Al-Rafidain“                                                      | |
| Iranische Fußballnationalmannschaft                          | „Team Melli“                                                            | Das Nationalteam                                                                                       |
| Irische Fußballnationalmannschaft                            | „The Boys in Green“                                                     | Die Jungs in Grün                                                                                      |
| Isländische Fußballnationalmannschaft                        | „Strákarnir okkar“                                                      | |
| Israelische Fußballnationalmannschaft                        | „Nivheret Hatchelet“ oder „The Blue and Whites“                         | |
| Italienische Fußballnationalmannschaft                       | „Squadra Azzurra“ oder „Azzurri“ oder „Gli Azzurri“ oder „La Nazionale“ | Die blaue Mannschaft, die Blauen, der Blues, Die Nationalmannschaft                                    |
| Ivorische Fußballnationalmannschaft                          | „Les Eléphants“                                                         | Die Elefanten                                                                                          |
| Jamaikanische Fußballnationalmannschaft                      | „The Reggae Boyz“                                                       | |
| Japanische Fußballnationalmannschaft                         | „Samurai Blue“                                                          | |
| Kamerunische Fußballnationalmannschaft                       | „Les Lions Indomptables“                                                | Die unbezähmbaren Löwen                                                                                |
| Kamerunische Fußballnationalmannschaft der Frauen            | „Lionnes Indomptables“                                                  | Die unbezähmbaren Löwinnen                                                                             |
| Kanadische Fußballnationalmannschaft                         | „The Canucks“                                                           | |
| Kapverdische Fußballnationalmannschaft                       | „Crioulos“                                                              | Die Kreolen                                                                                            |
| Kenianische Fußballnationalmannschaft                        | "Harambee Stars"                                                        | |
| Kolumbianische Fußballnationalmannschaft                     | „Los Cafeteros“                                                         | Die Kaffeebauern                                                                                       |
| Komorische Fußballnationalmannschaft                         | „Les Coelecantes“                                                       | |
| Fußballnationalmannschaft der Demokratischen Republik Kongo  | „Les Léopards“                                                          | Die Leoparden                                                                                          |
| Kroatische Fußballnationalmannschaft                         | „Vatreni“ oder „Kockasti“                                               | |
| Kubanische Fußballnationalmannschaft                         | „Leones del Caribe“                                                     | Die Löwen der Karibik                                                                                  |
| Kuwaitische Fußballnationalmannschaft                        | „Al Azraq“                                                              | |
| Lettische Fußballnationalmannschaft                          | „11 vilki“                                                              | Elf Wölfe                                                                                              |
| Litauische Fußballnationalmannschaft                         | „Rinktine“                                                              | |
| Luxemburgische Fußballnationalmannschaft                     | „Roud Léiwen“                                                           | |
| Madagassische Fußballnationalmannschaft                      | „Barea“                                                                 | |
| Malawische Fußballnationalmannschaft                         | „The Flames“                                                            | Die Flammen                                                                                            |
| Malische Fußballnationalmannschaft                           | „Les Aigles du Mali“                                                    | |
| Marokkanische Fußballnationalmannschaft                      | „Les Lions de l’Atlas“                                                  | Die Löwen des Atlas(-Gebirges)                                                                         |
| Mexikanische Fußballnationalmannschaft                       | „El Tri“ oder „El Tricolor“                                             | |
| Montenegrinische Fußballnationalmannschaft                   | „Sokoli“                                                                | |
| Neuseeländische Fußballnationalmannschaft                    | „All Whites“                                                            | |
| Neuseeländische Fußballnationalmannschaft der Frauen         | „Football Ferns“                                                        | |
| Niederländische Fußballnationalmannschaft                    | „Oranje“ oder „Elftal“                                                  | |
| Niederländische Fußballnationalmannschaft der Frauen         | „Oranje Leeuwinnen“                                                     | Orangefarbene Löwinnen                                                                                 |
| Nigerianische Fußballnationalmannschaft                      | „Super Eagles“                                                          | |
| Nordirische Fußballnationalmannschaft                        | „Green & White Army“                                                    | Die Grün-weiße Armee                                                                                   |
| Nordkoreanische Fußballnationalmannschaft                    | „Chollima“                                                              | |
| Norwegische Fußballnationalmannschaft                        | „Løvene“                                                                | Die Löwen                                                                                              |
| Österreichische Fußballnationalmannschaft                    | „Das Team“ oder „Burschen“ oder „Unsere Burschen“                       | |
| Panamaische Fußballnationalmannschaft                        | „La Marea Roja“ oder „Los Canaleros“                                    | Die rote Flut                                                                                          |
| Paraguayische Fußballnationalmannschaft                      | „Los Guaranies“ oder „La Albirroja“                                     | |
| Peruanische Fußballnationalmannschaft                        | „La Blanquirroja“ oder „La Rojiblanca“                                  | |
| Polnische Fußballnationalmannschaft                          | „Bialo-czerwoni“                                                        | |
| Portugiesische Fußballnationalmannschaft                     | „A Seleccao das Quinas“ oder „Seleção“                                  | Die Auswahl der Quinas                                                                                 |
| Rumänische Fußballnationalmannschaft                         | „Tricolorii“                                                            | Die Dreifarbigen                                                                                       |
| Russische Fußballnationalmannschaft                          | „Sbornaja“                                                              | |
| Salvadorianische Fußballnationalmannschaft                   | „Selección Cuscatleca“ oder „Cuscatlecos“ oder „Guanacos“               | |
| Sambische Fußballnationalmannschaft                          | „Les Chipolopolos“                                                      | |
| Saudi-arabische Fußballnationalmannschaft                    | „suqūr al-ḫaḍrāʾ“                                                       | Grüne Falken                                                                                           |
| Schottische Fußballnationalmannschaft                        | „Bravehearts“                                                           | |
| Schwedische Fußballnationalmannschaft                        | „Tre Kronor“                                                            | Die drei Kronen                                                                                        |
| Schweizer Fussballnationalmannschaft                         | „Nati“                                                                  | |
| Senegalesische Fußballnationalmannschaft                     | „Les Lions de la Teranga“                                               | |
| Serbische Fußballnationalmannschaft                          | „Orlovi“                                                                | Die Adler                                                                                              |
| Slowakische Fußballnationalmannschaft                        | „Sokoli“                                                                | |
| Slowenische Fußballnationalmannschaft                        | „Zmajceki“                                                              | Die Drachen                                                                                            |
| Spanische Fußballnationalmannschaft                          | „La Seleccion“ oder „La Furia Roja“                                     | Die Auswahl, die rote Wut                                                                              |
| Südafrikanische Fußballnationalmannschaft                    | „Bafana Bafana!“                                                        | |
| Südkoreanische Fußballnationalmannschaft                     | „Red Devils“ oder „Taeguk Warriors“                                     | Die roten Teufel                                                                                       |
| Togoische Fußballnationalmannschaft                          | „Les Eperviers“                                                         | |
| Trinidadisch-tobagische Fußballnationalmannschaft            | „The Soca Warriors“                                                     | |
| Tschechische Fußballnationalmannschaft                       | „Reprezentace“                                                          | |
| Tunesische Fußballnationalmannschaft                         | „Les Aigles de Carthage“                                                | Die Adler von Karthago                                                                                 |
| Türkische Fußballnationalmannschaft                          | „Ay-Yildizlilar“                                                        | |
| Ukrainische Fußballnationalmannschaft                        | „Schowto-blakytni“                                                      | |
| Ungarische Fußballnationalmannschaft                         | „Magyarok“ oder „Nemzeti Tizenegy“                                      | |
| Uruguayische Fußballnationalmannschaft                       | „La Celeste“                                                            | Das Hellblau                                                                                           |
| US-amerikanische Fußballnationalmannschaft                   | „Yanks“ oder „Stars & Stripes“ oder „Soccer Boys“                       | Die Yankees, Sterne und Streifen (abgeleitet von der Flagge der Vereinigten Staaten), die Fußballjungs |
| Venezolanische Fußballnationalmannschaft                     | „La Vinotinto“                                                          | |
| Fußballnationalmannschaft der Vereinigten Arabischen Emirate | „Al Sukoor“                                                             | |
| Walisische Fußballnationalmannschaft                         | „The Dragons“                                                           | Die Drachen                                                                                            |